# Asimina manasota
Asimina manasota är en kirimojaväxtart som beskrevs av Delaney. Asimina manasota ingår i släktet Asimina och familjen kirimojaväxter. Inga underarter finns listade i Catalogue of Life.